# A'e
Pour la plante hawaïenne aussi appelée a'e, voir Zanthoxylum hawaiiense.
A'e (chinois simplifié : 阿峨, pinyin : ā'é) est un village Zhuang du district de Wenshan, dans la Préfecture autonome zhuang et miao de Wenshan, province du Yunnan, en Chine.
Il est surtout célèbre dans toute la Chine et au Japon pour la qualité des gravures sur bois produites par ses habitants, tradition très ancienne. Elle est toujours vivante, active, et les productions sont exportées en Asie.
Traditionnellement, les familles villageoises préparent des plats à base de riz aux fleurs pour accueillir les visiteurs. 